# Bataillon mixte d'infanterie coloniale de Chine du Nord
Ne doit pas être confondu avec Bataillon mixte d'infanterie coloniale de Chine.
Le bataillon mixte d'infanterie coloniale de Chine du Nord (BMICCN) est une unité des troupes coloniales françaises en garnison en Chine de 1939 à 1946. Il fait face pendant la Seconde Guerre mondiale aux forces de l'empire du Japon qui occupent alors la Chine.

## Historique
Le bataillon mixte d'infanterie coloniale de Chine du Nord,,, (on trouve aussi bataillon de marche d'infanterie coloniale de Chine du Nord,) est créé le 27 décembre 1939 à partir du 16e régiment d'infanterie coloniale. Ce dernier quitte la Chine pour l'Indochine mais les éléments qu'il laisse à Tien-Tsin et Pékin forment le nouveau bataillon. Il est chargé de protéger la concession française de Tientsin, le port de Tong-kou (à l'embouchure du Pei Ho) et l'ambassade de France à Pékin et s'installe notamment à la caserne Voyron (à Pékin), à l'arsenal de l'Est et au camp de Shan-Hai-Kuan.
En juin 1940, les possessions françaises de Chine restent fidèles, à l'image de l'Indochine, au nouveau régime de Vichy. En juillet 1943, la concession de Tientsin est rendue au gouvernement chinois de Nakin (régime vassal des Japonais), suivie de la gare de Tong-kou en mai 1944.
Après le coup de force japonais du 9 mars 1945 en Indochine, le BMICCN est désarmé pacifiquement par les Japonais. La capitulation japonaise fin août permet aux soldats français de réoccuper leurs casernes pékinoises puis de récupérer leur armement quelques jours plus tard. Le bataillon est dissous le 10 juin 1946.

## Insigne
Écu blanc nacré, chargé d'un dragon lové autour de l'ancre des troupes coloniales. L'insigne est fabriqué localement. Une variante existe en taille réduite pour être portée sur la tenue de soirée des officiers dans les réceptions mondaines entre personnels étrangers des concessions.